# Жан Бекерел
Жан Бекерел (фр. Jean Becquerel; Париз, 5. фебруар 1878 — Порнише, 4. јул 1953) био је француски физичар и син Анрија Бекерела. Радио је на оптичким и магнетским карактеристикама кристала, а открио је ротацију равни поларизације магнетским пољем. Такође је објавио уџбеник о релативности. Године 1909, постао је четврти у својој фамилији који је заузео место физичара у Националном музеју природне историје.

## Радови
- , предавања држана 1921. и 1922. године у Политехничкој школи и Музеју природне историје у Паризу, Gauthier-Villars & Co. 1922